# Пекеліс Михайло Самійлович
Миха́йло Самі́йлович Пе́келис (29 липня (10 серпня) 1899, Київ — 20 березня 1979, Москва) — радянський музикознавець, професор Московської консерваторії.

## Біографічні дані
У 1922 закінчив Київську консерваторію, у 1924 був прийнятий у штат Московської консерваторії, де отримав звання професора в 1930. Завідував кафедрою історії російської музики (1934—1935), кафедрою історії музики народів СРСР (до 1941).
У роки антисемітської кампанії був відсторонений від роботи, потім викладав у Свердловську, Києві, Горькому.
В 1955 повернувся до Москви, де очолив факультет історії музики ГМПІ імені Гнесіних .
Основою наукових інтересів Пекеліса була російська музика. Величезним є його внесок у дослідження творчості А. С. Даргомижського: тритомник «Даргомижський і його оточення», «Даргомижський і народна пісня: до проблеми народності в російській класичній музиці», статті "Даргомижський і Щепкін ", «Автобіографія Даргомижського» тощо. В 1947—1967 завдяки зусиллям Пекеліса було видано Повне зібрання творів композитора.
Перу Пекеліса також належать статті про життя і музику Глінки, Мусоргського, Бородіна, М. Гнесина, опубліковані в журналі «Музыкальное наследство». Під його редакцією були видані листи Даргомижського і Мусоргського, а також монументальна праця «Історія російської музики» (1940).